# To Our Children's Children's Children
To Our Children's Children's Children är ett musikalbum av The Moody Blues som lanserades 1969. Albumet var det första att släppas på gruppens eget skivbolag Threshold Records. Albumets enda singel "Watching and Waiting" blev ingen framgång i det formatet, men albumet som helhet sålde bra både i USA och Storbritannien. Låtarna på albumet är kraftigt bearbetade i inspelningsstudion med orkestrala arrangemang, och de blev därför svåra att framföra under konsert. Av den anledningen blev deras nästa album A Question of Balance ett mer enkelt och rakt rockbetonat album.

## Låtlista
(kompositör inom parentes)
1. "Higher and Higher" (Graeme Edge) - 4:07
2. "Eyes of a Child I" (John Lodge) - 3:24
3. "Floating" (Ray Thomas) - 2:59
4. "Eyes of a Child II" (Lodge) - 1:24
5. "I Never Thought I'd Live to be a Hundred" (Justin Hayward) - 1:06
6. "Beyond" (Edge) - 2:59
7. "Out and In" (Mike Pinder, Lodge) - 3:50
8. "Gypsy (Of a Strange and Distant Time)" (Hayward) - 3:33
9. "Eternity Road" (Thomas) - 4:19
10. "Candle of Life" (Lodge) - 4:15
11. "Sun is Still Shining" (Pinder) - 3:40
12. "I Never Thought I'd Live to be a Million (Hayward) - 0:34
13. "Watching and Waiting" (Hayward, Thomas) - 4:16

## Listplaceringar
- Billboard 200, USA: #14[1]
- UK Albums Chart, Storbritannien: #2[2]